# Villamartín del Sil
Villamartín del Sil är en ort i Spanien.   Den ligger i provinsen Provincia de León och regionen Kastilien och Leon, i den nordvästra delen av landet, 300 km nordväst om huvudstaden Madrid. Villamartín del Sil ligger 919 meter över havet och antalet invånare är 173.
Terrängen runt Villamartín del Sil är kuperad. Runt Villamartín del Sil är det glesbefolkat, med 18 invånare per kvadratkilometer. Närmaste större samhälle är Bembibre, 18,4 km sydost om Villamartín del Sil. I omgivningarna runt Villamartín del Sil växer i huvudsak blandskog.